# Менага (город, Миннесота)
Менага (англ. Menahga) — город в округе Уодина, штат Миннесота, США. На площади 10,1 км² (9,6 км² — суша, 0,5 км² — вода), согласно переписи 2002 года, проживают 1220 человек. Плотность населения составляет 126,8 чел./км².
- Телефонный код города — 218
- Почтовый индекс — 56464
- FIPS-код города — 27-41660[1]
- GNIS-идентификатор — 0647760[2]